# Writtle
Writtle – wieś i civil parish w Anglii, w hrabstwie Essex, w dystrykcie Chelmsford. Leży 4 km na zachód od miasta Chelmsford i 46 km na północny wschód od Londynu. W 2011 roku civil parish liczyła 5383 mieszkańców. Writtle jest wspomniana w Domesday Book (1086) jako Wiretala/Wiretela/Writa/Writela.